# أوسكار مور
أوسكار مور (بالإنجليزية: Oscar Moore) هو عازف قيثارة أمريكي، ولد في 25 ديسمبر 1916 في أوستن في الولايات المتحدة، وتوفي في 8 أكتوبر 1981 في لاس فيغاس في الولايات المتحدة.

## وصلات خارجية
- أوسكار مور على موقع IMDb (الإنجليزية)
- أوسكار مور على موقع ميوزك برينز (الإنجليزية)
- أوسكار مور على موقع أول ميوزيك (الإنجليزية)
- أوسكار مور على موقع ديسكوغز (الإنجليزية)